# 44 Гидры
44 Гидры (лат. 44 Hydrae), HD 91550 — тройная звезда в созвездии Гидры на расстоянии приблизительно 725 световых лет (около 222 парсек) от Солнца.

## Характеристики
Первый компонент (WDS J10340-2345A) — оранжевый гигант спектрального класса K2, или K4III, или K5III. Видимая звёздная величина звезды — +5,08m. Масса — около 2,811 солнечной, радиус — около 80,27 солнечного, светимость — около 1191,474 солнечной. Эффективная температура — около 3900 K.
Второй компонент — коричневый карлик. Масса — около 24,61 юпитерианской. Удалён в среднем на 2,111 а.е..
Третий компонент (BD-22 2946B) — жёлто-оранжевая звезда спектрального класса K-G. Видимая звёздная величина звезды — +14m. Масса — около 1,001 солнечной, радиус — около 2,1 солнечного, светимость — около 2,291 солнечной. Эффективная температура — около 4919 K. Удалён на 19 угловых секунд.